# Flaki (gmina Radłów)
Flaki – osada w Polsce, położona w województwie opolskim, w powiecie oleskim, w gminie Radłów, w sołectwie Kolonia Biskupska.
W latach 1975–1998 miejscowość należała administracyjnie do województwa częstochowskiego.

## Nazwa
20 maja 1954 roku Prezydium Wojewódzkiej Rady Narodowej w Opolu uchwaliło wystąpienie z wnioskiem do Komisji Ustalania Nazw Miejscowości i Obiektów Fizjograficznych przy Prezesie Rady Ministrów o zmianę nazwy miejscowości Flaki w gminie Borki Wielkie na Osiedle Leszno. Wniosek motywowano tym, że brzmienie dotychczasowej nazwy miało być "nieestetyczne, nie odpowiadające socjalistycznej rzeczywistości społecznej". Natomiast nazwę Leszno uznano za odpowiednią, jako że "miejscowość Flaki jest otoczona dookoła lasami".